# Prodinoceras
Prodinoceras ("antes de los terribles cuernos"),  es un género extinto de mamíferos dinoceratos de la familia de los uintatéridos, el más antiguo conocido, que vivió a finales del Paleoceno en Mongolia. También se le considera el uintatérido basal, era un herbívoro de cuerpo bajo. A pesar de que tenía los característicos colmillos, aún no tenía los cuernos desarrollados. 
Es muy similar a su pariente de América del Norte, Probathyopsis. Todos los expertos los consideran géneros hermanos. Debido a la convergencia evolutiva al ocupar su mismo nicho ecológico, era también muy similar al pantodonto Coryphodon y al meridiungulado Carodnia, con los que no estaba emparentado.